# Michel Wibault
Michel Henri Marie Joseph Wibault (né à Douai le 5 juin 1897 et mort dans le 16e arrondissement de Paris le 23 janvier 1963) est un ingénieur aéronautique français. Il est un pionnier de la construction métallique en aéronautique et des avions à décollage et atterrissage verticaux ou ADAV.

## Biographie

### Jeunesse et formation
Michel Wibault naît le 5 juin 1897 à Douai (Nord) d'Achille Wibault, négociant et de Madeleine de Bailliencourt dit Courcol. Il est gravement handicapé à l'âge de quatre ans par une poliomyélite affectant ses membres inférieurs et supérieurs.
Il s'initie à l'aéronautique à travers le modélisme aérien, la fréquentation des ateliers de Louis Charles Breguet à Douai et du champ d'aviation de la Brayelle, où se déroule le premier meeting d'aviation du monde en 1909.
Après la prise de la ville de Douai en août 1914 par l'armée allemande, Michel Wibault peut observer l'aviation allemande installée sur le terrain de la Brayelle. Sa bonne pratique de la langue allemande et le peu de méfiance que suscite le jeune handicapé lui permettent de prendre de nombreuses notes. Par ailleurs, des amis de la famille Wibault reçoivent l'obligation de loger Anthony Fokker, de passage à Douai pour effectuer des démonstrations devant les aviateurs allemands. Le jeune passionné d'aviation en retire de précieux renseignements. Il décide de rejoindre la zone non-occupée de la France par la Suisse, pour mettre en pratique ce qu'il a appris.
Il arrive à Paris en mars 1917 et convainc le colonel Émile Dorand d'appuyer son projet d'avion de chasse, avec l'aide financière de son oncle maternel, accordée en décembre 1917. Une maquette testée dans le laboratoire aérodynamique Eiffel montre son potentiel. Il conçoit avec l’ingénieur français (École des Mines Paris) Paul Boccaccio le Wibault-Boccaccio & Cie C.1, un avion de chasse, doté d'un moteur Hispano-Suiza de 220 ch. L'avion réalise de brillants essais en 1918, avec une vitesse de pointe de 237 km/h et un plafond de 7 500 m. Ces réalisations assoient sa réputation mais la fin de la guerre interrompt les efforts sur ce prototype.

### Un pionnier de la construction métallique
Il fonde en 1919 son bureau d'études, la Société des avions Michel Wibault. Des ateliers sont installés à Billancourt, où sont construits à partir de 1920 divers types d’avions monoplaces et biplaces de reconnaissance, de chasse et de bombardement.
Michel Wibault est un des promoteurs de la construction métallique intégrale en alliage léger à haute résistance. Ces innovations sont appliquées en 1924 sur le Wibault 7C-1, chasseur monoplan à aile haute et haubans rigides. Vickers Ltd Aviation Department adopte les brevets Wibault de construction métallique dès 1925, utilisés sous la marque Vickers Wibault (en).
En 1924, il conçoit le 7C 1, un chasseur monoplace doté d'un moteur Gnome et Rhône de 480 ch, dont une centaine d'exemplaires seront réalisés en plusieurs versions (72, 73, 74, 75) y compris pour l'exportation.
Michel Wibault s'associe en 1931 avec les Chantiers de Penhoët de Saint-Nazaire, dans la société Wibault-Penhoët. Il conçoit des trimoteurs de transport, peu coûteux et destinés à l’aviation commerciale française. Les Wibault 282T et Wibault 283T transportent douze passagers et sont mis en ligne par la compagnie Air France.
En 1937, le ministère de l'Air confie à Michel Wibault, dans le cadre de l'Arsenal de l'aéronautique, un marché de construction d'un quadrimoteur commercial, l'Air-Wibault. Cet avion doit transporter 72 passagers sur deux ponts, à la vitesse de 310 km/h. La construction du prototype est suspendue faute de moteur.

### Les États-Unis et la France libre
Michel Wibault part aux États-Unis en 1940. Il participe à l'organisation de la France libre, à la demande de Charles de Gaulle. Il travaille avec son ancien collaborateur et ingénieur en chef de la Republic Aviation Company, Alexander Kartveli, à la création des XF-12 Rainbow et Republic RC-3 Seabee.

### L'après-guerre et le décollage vertical
Il crée après guerre un bureau d'études avec l'aide financière de la famille Rockefeller. Il dépose en 1954 un brevet de tuyère orientable pour un avion à décollage vertical,. Le décollage est assuré par quatre soufflantes orientables placées autour du centre de gravité de l'avion. La puissance est délivrée par un turbopropulseur Bristol Orion. Ce dernier est développé pour motoriser les projets du Breguet Br.1010 Aptérion et du Gyroptère. Il ne convainc pas les services officiels français mais soulève l'intérêt du Mutual Weapons Development Programme (MWDP) de l'OTAN, basé à Paris. Un rapport est transmis à Bristol Aero Engines. Avec un ingénieur de cette firme, Gordon Manns Lewis (en), ils adaptent ce concept et déposent un brevet de réacteur à poussée vectorielle en 1957. À partir du Bristol BE.53 dérivé du brevet, Sydney Camm et son bureau d'études conçoivent le prototype du turbofan à buses orientables Bristol Pegasus, futur Rolls-Royce Pegasus, qui propulse le prototype Hawker Siddeley P.1127 dès ses débuts en 1960.
Michel Wibault peut observer les progrès du concept qu'il a imaginé et meurt le 23 janvier 1963 dans le 16e arrondissement de Paris, avant la mise en service du Hawker Siddeley Harrier.

## Distinctions
Michel Wibault est chevalier de l'ordre national de la Légion d'honneur.